# Акерман, Карл Уильям
Карл Уильям Акерман  (англ. Carl William Ackerman) (1890—1970) — американский журналист. Был корреспондентом газеты «Нью-Йорк трибюн» («New York Tribune») в Испании, Мексике, Франции и Швейцарии (1915—1916). Впервые привлёк внимание в 1917 году, опубликовав книгу «Germany, The Next Republic?», в которой изложил довольно радикальные для того времени взгляды о будущем пост-кайзеровоской Германии.
Корреспондент газеты «Нью-Йорк таймс» в Сибири (1918—1919). Автор книги «По следам большевиков: двенадцать тысяч миль с союзниками по Сибири» (Trailing the Bolsheviki: Twelve Thousand Miles with the Allies in Siberia; 1919), в которой описываются события, связанные с иностранной военной интервенцией в Сибири и на Дальнем Востоке в 1918—1919 годах.
В 1919, в качестве корреспондента газеты «Public Ledger», впервые опубликовал английский перевод отрывков из «Протоколов сионских мудрецов» в статье «Красная Библия» («The Red Bible»), внеся некоторые изменения, чтобы выдать их за большевистский памфлет.
В 1931 назначен директором и первым деканом факультета журналистики, созданного при Колумбийском университете, и прослужил на этой должности до 1954.